# Color of Night
Color of Night är en amerikansk långfilm från 1994 i regi av Richard Rush.

## Handling
Psykologen Bill lämnar sin praktik efter att en patient begått självmord genmom att hoppa ut genom fönstret på hans mottagning. Han besöker sin vän Bob, som berättar att han mordhotats och misstänker en av deltagarna i hans terapigrupp. Bill hjälper polisen med utredningen och tar över terapigruppen för att lära känna deltagarna.

## Om filmen
Filmen spelades in den 19 april-4 september 1993 i Los Angeles, Beverly Hills och West Hollywood.
Den hade världspremiär i USA den 19 augusti 1994 och svensk premiär den 16 december samma år. Den svenska åldersgränsen är 15 år. Filmen har även visats på TV4 och Kanal 5. Den släpptes på video i Sverige i juni 1995.

## Rollista
- Bruce Willis - Bill Capa
- Jane March - Rose
- Rubén Blades - Martinez
- Lesley Ann Warren - Sondra
- Scott Bakula - Bob Moore
- Brad Dourif - Clark
- Lance Henriksen - Buck
- Eriq La Salle - Anderson
- Shirley Knight - Edith Niedelmeyer

## Musik i filmen
- The Color of the Night, skriven av Jud Friedman, Lauren Christy och Dominic Frontiere, framförd av Lauren Christy, instrumentalversionen framförd av Brian McKnight
- Just to See You, skriven och framförd av Eric Lowen och Dan Kayarrd
- Rain, skriven av Lauren Christy och Gary Clark, framförd av Lauren Christy
- Roses's Theme, skriven av Dominic Frontiere, framförd av Jonathan Bane
- Body, skriven och framförd av Brent Woods och Ted Silbert

## Utmärkelser
- 1995 - Razzie Award - sämsta film, Buzz Feitshans och David Matalon